# Zapadores (estación)
Zapadores es una estación ferroviaria que forma parte de la Línea 2 del Metro de Santiago de Chile. Se encuentra subterránea, entre las estaciones Vespucio Norte y Dorsal. Se ubica en Avenida Recoleta con Avenida Zapadores, en la comuna de Recoleta.

## Características y entorno
La Estación presenta un flujo alto de pasajeros, sobre todo en horas peak, ya que con la puesta en marcha del Plan Transantiago, muchos de los servicios alimentadores llegan o pasan por la estación, haciendo de este lugar un punto de comunicación con las comunas de Conchalí, Renca, Quilicura, Recoleta y Huechuraba. La estación posee una afluencia diaria promedio de 21 525 pasajeros.
En el entorno inmediato se encuentra el Liceo Particular Avenida Recoleta, una bencinera Copec, negocios varios, un supermercado de la cadena Líder. Además los días sábados y domingos en el frente de la estación se ubica el Persa Zapadores, un importante centro de variado comercio .
Zapadores fue entregada para su uso al público en diciembre de 2006.

### Accesos
| Acceso | Intersección                       |
| ------ | ---------------------------------- |
| A      | Av. Recoleta con Av. Zapadores     |
| B      | Av. Recoleta con Dr. Amador Neghme |

## Origen etimológico
Su nombre proviene de la Avenida Los Zapadores, cuya intersección vial con Avenida Recoleta, se ubica justo sobre la estación.

## Galería

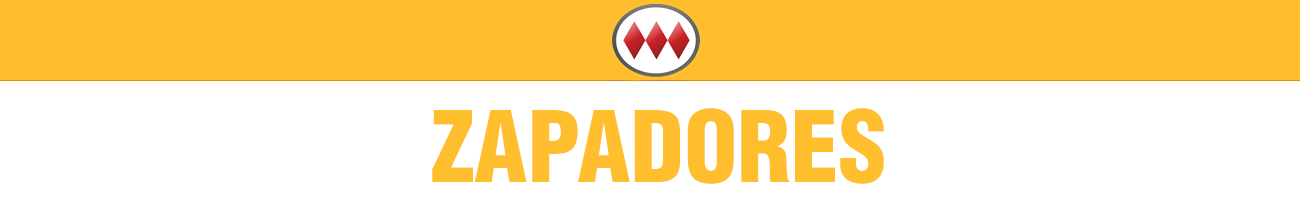
Cenefa utilizada actualmente en los andenes.
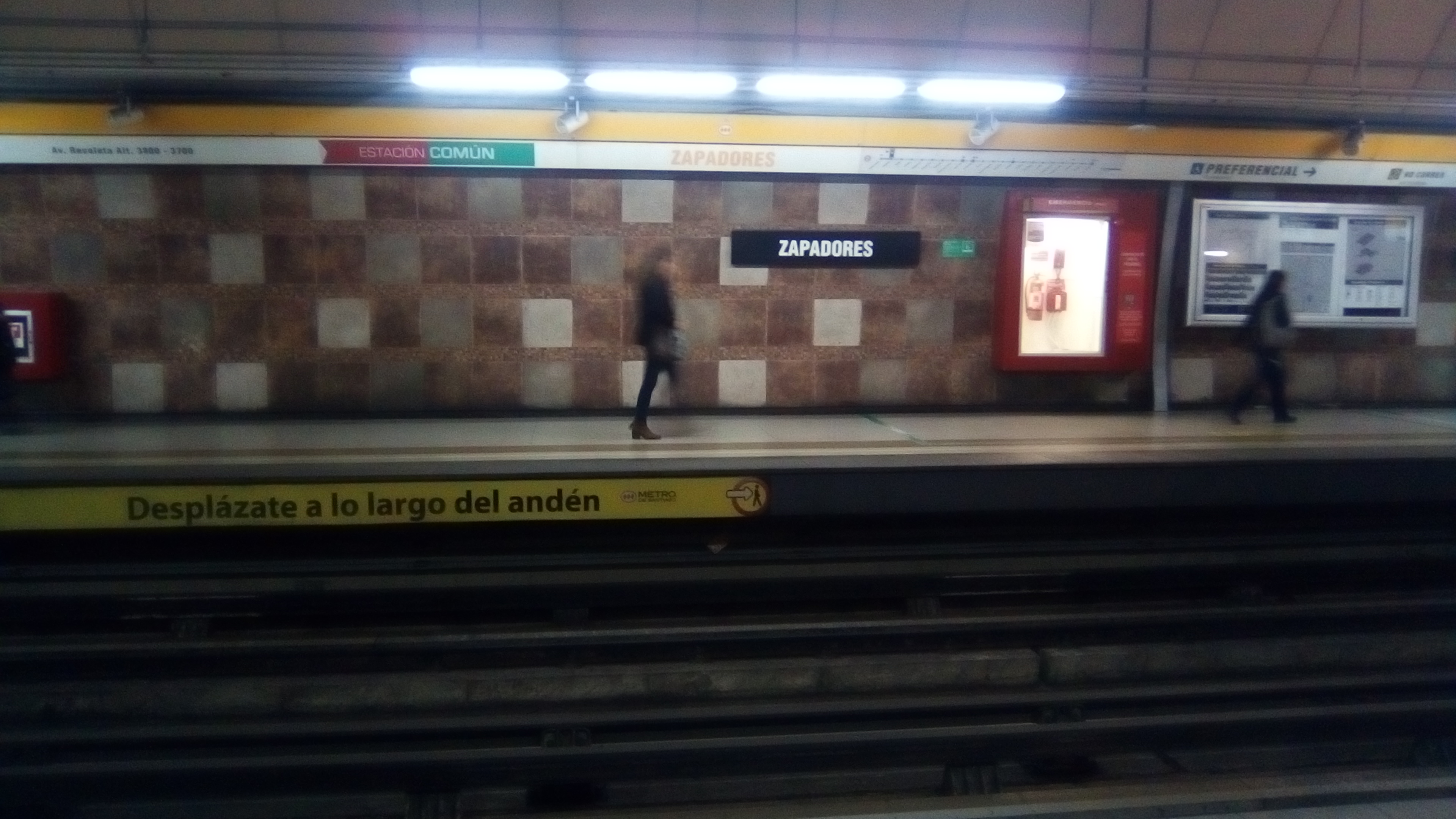
Andenes de la estación.

## Conexión con Red Metropolitana de Movilidad
La estación posee 5 paraderos de la Red Metropolitana de Movilidad en sus alrededores, los cuales corresponden a:
| Paradero/ Código                   | Recorridos |
| ---------------------------------- | --- |
| Parada 1 / Metro Zapadores (PB683) | 272 (Los Libertadores) - B01 (Huamachuco) - B22 (Urmeneta)                                                                                     |
| Parada 2 / Metro Zapadores (PB330) | 203 (Av. Recoleta) - 203n (Huechuraba) - 208 (Huechuraba) - 208c (Huechuraba) - B35 (Metro Los Libertadores) - C18 (Metro Escuela Militar)     |
| Parada 3 / Metro Zapadores (PB303) | 203 (La Pintana) - 203n (La Pintana) - 208 (Centro) - 208c (Metro Zapadores) - B15 (Plaza Italia) - B35 (Metro Zapadores) - C18 (Metro Dorsal) |
| Parada 4 / Metro Zapadores (PB724) | B01 (El Salto) - B06 (Santa Laura) - B12 (Fin del recorrido / Lo Marcoleta) - B22 (Palacio Riesco)                                             |
| Parada 5 / Metro Zapadores (PB682) | B01 (Huamachuco) |